# Фрайбургер (футбольный клуб)
«Фрайбургер» — немецкий футбольный клуб из Фрайбург-им-Брайсгау, выступает в Оберлиге. Клуб основан 17 декабря 1897 года, домашние матчи проводит на стадионе «Фрайбургер», вмещающем 3000 зрителей. Главные успехи клуба пришлись на начало 20-го века, когда он стал чемпионом Германии. В дальнейшем клуб уступил в конкуренции за право быть главным клубом в городе команде «Фрайбург» и выступал преимущественно в любительских турнирах.

## Достижения
- Чемпион Германии: 1907.